# برندان مولوني
برندان مولوني (بالإنجليزية: Brendan Moloney)‏ (18 يناير 1989 في جمهورية أيرلندا - ) هو لاعب كرة قدم أيرلندي في مركز الدفاع. شارك مع منتخب جمهورية أيرلندا تحت 21 سنة لكرة القدم. أما مع النوادي، فقد لعب مع روشدين ودايموندز وسكونثورب يونايتد ونادي بريستول سيتي ونوتس كاونتي ونوتينغهام فورست ويوفل تاون ونادي تشيسترفيلد ونادي نورثامبتون تاون.

## وصلات خارجية
- برندان مولوني على موقع قاعدة بيانات كرة القدم.إي يو (الإنجليزية)
- برندان مولوني على موقع Soccerbase.com (لاعب) (الإنجليزية)
- برندان مولوني على موقع عالم كرة القدم.نت (الإنجليزية)